# ويليام بوستويك شيبارد
ويليام بوستويك شيبارد (بالإنجليزية: William Bostwick Sheppard)‏ هو محامي وقاضي أمريكي، ولد في 4 أكتوبر 1860 في برايني بريزز في الولايات المتحدة، وتوفي في 21 أبريل 1934.